# Francesco Camilliani

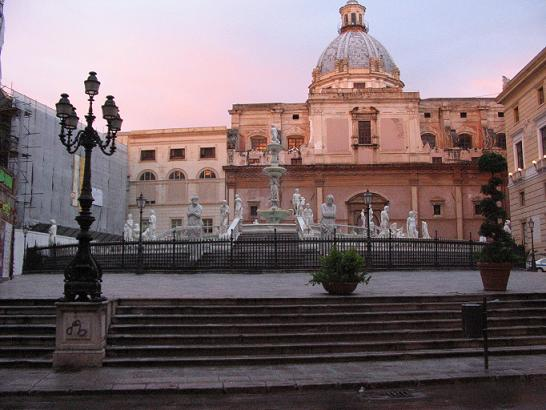
Fontaine Pretoria à Palerme

Francesco Camilliani (mort en 1586) est un sculpteur toscan de la Renaissance. Il fit ses études à Florence auprès de Baccio Bandinelli.

## Biographie
Parmi les réalisations les plus remarquables de Francesco Camilliani, on compte la Fontana Pretoria, fontaine d'eau de la Piazza Pretoria, à Palerme. Cette œuvre, initialement construite pour le jardin de la villa florentine de Pietro di Toledo entre 1554 et 1555, fut finalement achetée par les gouverneurs de Palerme et installée là-bas. Les sculptures de la fontaine représentent des fables, des monstres et des nymphes, toutes crachant des jets d'eau se croisant entre eux et formant des cascades. Autrefois appelée « fontaine de la honte » en raison des quelques statues de nu féminin qui l'entouraient, il s'agit de l'un des rares exemples d'art de la Haute-Renaissance à Palerme.
Le fils de Francesco, Camillo Camilliani, devint lui aussi sculpteur à Palerme.